# Michel Gentil
Pour les articles homonymes, voir Gentil.
Michel Gentil, né le 27 février 1759 à Ouzouer-sur-Trézée (généralité d'Orléans), mort le 18 prairial an XIII (le 7 juin 1805) à Orléans, est un homme politique de la Révolution française.

## Biographie
En septembre 1791, Gentil, alors procureur-syndic du district d'Orléans, est élu député du département du Loiret, le deuxième sur neuf, à l'Assemblée nationale législative. Il vote contre les mises en accusation de Bertrand de Molleville, ministre de la Marine, et du marquis de Lafayette. 
En septembre 1792, Gentil est réélu député du Loiret, le premier sur neuf, à la Convention nationale. Lors du procès de Louis XVI, il vote la détention durant la guerre et la déportation à la paix. Il vote en faveur de l'appel au peuple et ne se prononce pas lors du dernier appel nominal qui concerne le sursis à l'exécution. Il s'abstient de voter lors de la mise en accusation de Marat, considérant qu'il s'agit « d'une qui ne sera pas plus exécutée que celle dé son envoi à l'Abbaye ». Il s'abstient également de voter lors du scrutin sur le rétablissement de la Commission des Douze. 
Michel Gentil est réélu député du Loiret, au Conseil des Cinq-Cents, aux élections de l'an IV (octobre 1795). Il est tiré au sort pour rester au Conseil jusqu'en prairial an VI (mai 1798). 
Au moment de son décès, Michel Gentil est veuf de Jeanne Éléonore Loison, et son frère André Louis est « receveur des impositions ».